# Sericospilus truncatus
Sericospilus truncatus är en skalbaggsart som beskrevs av Given 1952. Sericospilus truncatus ingår i släktet Sericospilus och familjen Melolonthidae. Inga underarter finns listade i Catalogue of Life.